# Mahan Moin
Mahan Fathi Moin (ur. 11 marca 1982) – szwedzka piosenkarka i autorka tekstów pochodzenia irańskiego, uczestniczka Melodifestivalen 2014.

## Życiorys

### Wczesne lata
Urodziła się w Iranie, do Szwecji wyemigrowała wraz z rodzicami, gdy miała 9 lat.

### Kariera
W 2011 zdobyła trzecie miejsce w Googoosh Music Academy, perskiej wersji programu telewizyjnego Idol. Wydała kilka teledysków w języku perskim.
W 2014 z piosenką „Aleo”, którą napisała i skomponowała razem z Wrethov’em, wzięła udział w Melodifestivalen 2014, serii koncertów mających na celu wyłonienie reprezentanta Szwecji w 59. Konkursie Piosenki Eurowizji w Kopenhadze. 1 lutego wystąpiła w pierwszym półfinale preselekcji, organizowanym w Malmö Arena, i nie zakwalifikowała się do następnego etapu, zdobywszy 6 943 głosów od widzów.
W listopadzie 2016 użyczyła głosu do piosenki „Spirit” polskiego DJ-a Gromee’ego. Kompozycja znalazła się na 1. miejscu listy AirPlay, najczęściej odtwarzanych utworów w polskich rozgłośniach radiowych. Singel w Polsce został certyfikowany platyną za sprzedaż w ponad 20 tysiącach kopii. 19 kwietnia 2017 ukazał się kolejny wspólny singel duetu, „Runaway”. Utwór notowany na 7. miejscu w zestawieniu AirPlay i został certyfikowany złotem za sprzedaż w ponad 10 tysiącach kopii. Oba nagrania oraz utwór „Lingo” trafiły na debiutancki album studyjny Gromee’ego, zatytułowany Chapter One.
Jest współautorką piosenki „Light Me Up” Gromee’ego i Lukasa Meijera, która w maju 2018 reprezentowała Polskę w 63. Konkursie Piosenki Eurowizji w Lizbonie. 15 października 2019 wydała album kompilacyjny pt. Asbe Sefid.

## Dyskografia

### Albumy kompilacyjne
| Rok  | Dane dot. albumu                                                                               |
| ---- | ---------------------------------------------------------------------------------------------- |
| 2019 | Asbe Sefid - Wydany: 15 października 2019 - Wytwórnia: Wiibii Music - Format: digital download |

### Single
| Rok  | Tytuł                                       | Album      | Źródło |
| ---- | ------------------------------------------- | ---------- | ------ |
| 2010 | „Desire”                                    | –          | [ 16 ] |
| 2012 | „Sarmast”                                   | Asbe Sefid | [ 17 ] |
| 2012 | „Morning Light”                             | –          | [ 18 ] |
| 2012 | „Asemoon”                                   | –          | [ 19 ] |
| 2014 | „Aleo”                                      | –          | [ 20 ] |
| 2014 | „Bi mahali”                                 | Asbe Sefid | [ 21 ] |
| 2014 | „The World Is Mine”                         | –          | [ 22 ] |
| 2014 | „Azizami”                                   | Asbe Sefid | [ 23 ] |
| 2015 | „Bounce” (oraz Michael Lance Carby, M.O.P.) | –          | [ 24 ] |
| 2015 | „Love It Up (Rabababam)”                    | –          | [ 25 ] |
| 2016 | „Elysium”                                   | –          | [ 26 ] |
| 2017 | „Déjà vu”                                   | –          | [ 27 ] |
| 2017 | „Bia beraghsim”                             | Asbe Sefid | [ 28 ] |
| 2017 | „Bang Bang”                                 | Asbe Sefid | [ 29 ] |
| 2021 | „Namardi”                                   | –          | [ 30 ] |
| 2021 | „Boro”                                      | –          | [ 31 ] |
| 2022 | „Vay Vay”                                   | –          | [ 32 ] |
| 2022 | „Woman Life Freedom (Baraye)”               | –          | [ 33 ] |
| 2022 | „Freedom”                                   | –          | [ 34 ] |

### Z gościnnym udziałem
| Rok                                                      | Tytuł                                           | Najwyższe pozycje na listach | Najwyższe pozycje na listach | Certyfikat             | Sprzedaż       | Album       |
| Rok                                                      | Tytuł                                           | SWE                          | POL                          | Certyfikat             | Sprzedaż       | Album       |
| -------------------------------------------------------- | ----------------------------------------------- | ---------------------------- | ---------------------------- | ---------------------- | -------------- | ----------- |
| 2013                                                     | „Sobhe Sepid” (Armin, gościnnie: Mahan Moin)    | –                            | –                            |                        |                | –           |
| 2016                                                     | „Spirit” (Gromee, gościnnie: Mahan Moin)        | –                            | 1                            | - POL: platynowa płyta | - POL: 20 000+ | Chapter One |
| 2017                                                     | „Runaway” (Gromee, gościnnie: Mahan Moin)       | –                            | 7                            | - POL: złota płyta     | - POL: 10 000+ | Chapter One |
| 2017                                                     | „Emojii” (The Beat-less, gościnnie: Mahan Moin) | –                            | –                            |                        |                | –           |
| 2017                                                     | „Rain on Me” (5NAPBACK, gościnnie: Mahan Moin)  | –                            | –                            |                        |                | –           |
| „–” oznacza, że singel nie był notowany na danej liście. |                                                 |                              |                              |                        |                |             |

### Single promocyjne
| Rok  | Tytuł             | Album      |
| ---- | ----------------- | ---------- |
| 2012 | „Asbe Sefid”      | Asbe Sefid |
| 2013 | „Norooz”          | Asbe Sefid |
| 2013 | „Besazim donyaro” | Asbe Sefid |
| 2014 | „Man ba to”       | Asbe Sefid |
| 2014 | „Lalaee”          | –          |
| 2014 | „Salam”           | Asbe Sefid |
| 2015 | „Nowrooz”         | Asbe Sefid |
| 2016 | „Vaghti Miraghsi” | Asbe Sefid |
| 2017 | „Victim”          | –          |
| 2019 | „Madar”           | Asbe Sefid |

### Inne
| Rok  | Tytuł                | Uwagi                                                    | Źródło |
| ---- | -------------------- | -------------------------------------------------------- | ------ |
| 2015 | Darude – Moments     | gościnnie śpiew w utworze „Coming Home”                  | [ 36 ] |
| 2018 | Gromee – Chapter One | gościnnie śpiew w utworach „Spirit”, „Runaway” i „Lingo” | [ 12 ] |